# Endodonta apiculata
Endodonta apiculata е вид коремоного от семейство Endodontidae. Видът е критично застрашен от изчезване.

## Разпространение
Видът е разпространен само в Кауаи, Хавай.